# Pasmo ISM
ISM (ang. Industrial, Scientific, Medical – "przemysłowe, naukowe, medyczne") to pasmo radiowe początkowo przeznaczone dla zastosowań przemysłowych, naukowych i medycznych. ISM z definicji jest pasmem nielicencjonowanym.
Obecnie z części tych zakresów korzystają systemy bezprzewodowej transmisji danych, np. WiFi oraz Bluetooth.
| Od          | Do          |
| ----------- | ----------- |
| 6,765 MHz   | 6,795 MHz   |
| 13,553 MHz  | 13,567 MHz  |
| 26,957 MHz  | 27,283 MHz  |
| 40,660 MHz  | 40,700 MHz  |
| 433,050 MHz | 434,790 MHz |
| 868,000 MHz | 870,000 MHz |
| 2400 MHz    | 2483 MHz    |
| 5725 MHz    | 5875 MHz    |
| 24,00 GHz   | 24,25 GHz   |
| 61,00 GHz   | 61,50 GHz   |
| 122,00 GHz  | 123,00 GHz  |
| 244,00 GHz  | 246,00 GHz  |